# شاكمبهري
ہندوستان میں سہارنپور شہر سے چالیس کلومیٹر دور شیوالک پہاڑی سلسلے میں شکمبھری دیوی کا ایک عظیم الشان اور قدیم ترین مندر ہے۔ یہ ایک سدھ پیٹھ ہے۔ شاكمبهري (بالإنجليزية: Shakambhari)‏، (بالسنسكريتية: शाकम्भरी)‏، هي إلهة هندوسية للغطاء النباتي أو نمو النباتات والتغذية. يُنظر إليها على أنها تجسيد لماهاديفي، وتماهت مع كل من لاكشمي ودورجا في الهندوسية. بعد أن حرم الأسورا دُورغام الحاقد الأرضَ من الغذاء بالتسبب في نسيان الحكماء للفيدا، انبرت الإلهة شاكمبهري بتقديم ما يكفي من الفواكه والخضروات للبشر والديفاس (الآلهة)؛ لاستعادة قوتهم.